# Unión Deportiva San Sebastián de los Reyes
Maillots
Actualités
L'Unión Deportiva San Sebastián de los Reyes est un club de football espagnol basé à San Sebastián de los Reyes, fondé en 1971.

## Historique
Le club évolue pendant 18 saisons en Segunda División B (troisième division) : de 1987 à 1989, puis de 1993 à 1996, ensuite de 1998 à 2001, puis à nouveau de 2003 à 2008, de 2011 à 2013 et depuis 2016.
Il réalise sa meilleure performance en Segunda División B lors de la saison 2006/2007, où il se classe 6e du championnat (Groupe I), avec un total de 16 victoires, 15 matchs nuls, 7 défaites et 63 points au compteur.
Le club atteint les seizièmes de finale de la Copa del Rey lors de la saison 2000-2001, en étant éliminé par l'Athletic Bilbao, ce qui constitue sa meilleure performance dans cette compétition.

## Palmarès
- Champion de Tercera División (D4) : 2002, 2003, 2016

## Saisons
| Primera División   | 0  |
| Segunda División   | 0  |
| Segunda División B | 18 |
| Tercera División   | 14 |